# South Lynn
South Lynn var en civil parish fram till 1935 när den uppgick i civil parish Kings Lynn, i grevskapet Norfolk i England. Civil parish var belägen 15 km från Downham Market och hade 7 610 invånare år 1931.